# 선다 피차이
선다 피차이(Sundar Pichai, 타밀어: பிச்சை சுந்தரராஜன் 피차이 순다라라잔, 1972년 7월 12일 ~ )는 인도계 미국인으로서, 구글의 최고경영자이다. 2004년 구글에 입사했으며, 기존 대표이사였던 에릭 슈미트가 알파벳 회장으로 옮겨가면서 2015년 10월 구글의 CEO로 선임되었다. 2019년 12월 구글의 모 기업인 알파벳의 CEO 직책을 임명받았다.

## 생애
1972년 7월 12일 인도 타밀나두 주의 마두라이에서 태어났다. 아버지는 미국 GE 회사의 전기공학자로서, 전기 부품을 제조하는 공장을 경영했다.

## 학력
인도 공과대학교 카라그푸르에서 금속공학 및 재료공학과 학사 학위를 받았고, 미국 스탠퍼드 대학교에서 재료과학 및 진성 반도체 물리학 석사 학위를 받았으며, 펜실베니아 대학교 와튼 스쿨에서 경영학 석사(MBA)를 받았다.

## 경력
미국 스탠퍼드 대학교에서 석사 학위 취득 후 어플라이드 머티어리얼즈에 입사하여 공학직과 제품 경영직을 맡았다.
2002년 펜실베니아 대학교 와튼 스쿨에서 경영학 석사(MBA)를 취득하고 맥킨지 & 컴퍼니에 입사하여 경영 컨설팅 업무를 수행했다.
2004년 4월 4일 구글에 입사했다. 피차이가 개발한 구글 툴바는 인터넷 익스플로러와 모질라 파이어폭스 등 다른 웹 브라우저에 탑재되어 널리 배포되었고, 검색 시장에서 구글의 시장 점유율을 올리는데 큰 역할을 했다. 2008년 구글 크롬 웹 브라우저를 출시하는데 결정적 역할을 하며 세계적인 주목을 받았다. 2011년 4월, 구글 크롬 수석부사장으로 임명받았다. 2013년 3월, 안드로이드 운영체제의 대부로 불리던 앤디 루빈이 사임하자 그 후임자로 임명되어 구글 안드로이드 수석부사장으로 임명받는다. 2014년 10월, 구글 제품관리 수석부사장에 임명되어 구글 검색, 모바일 앱, 안드로이드 등을 총괄하면서 구글 창업자인 래리 페이지의 후계자라는 말을 들었다. 2015년 10월, 구글이 알파벳이라는 지주회사를 설립하여 기존 대표이사였던 에릭 슈미트가 알파벳 회장으로 옮겨가면서, 순다르 피차이가 구글의 최고경영자로 선임되었다.
2014년 마이크로소프트 최고 경영직 자리를 제안 받았으나 구글에 남게 되어 사티야 나델라가 선임된다.

## 같이 보기
- 구글
- 래리 페이지
- 세르게이 브린
- 에릭 슈미트